# Équipe de république démocratique du Congo d'athlétisme
L'équipe nationale d'athlétisme de la république démocratique du Congo est le représentant de la république démocratique du Congo dans les compétitions internationales d'athlétisme réservées aux sélections nationales. 
Dans le passé, elle était connue comme l'équipe nationale d'athlétisme du Zaïre, lorsque la république démocratique du Congo actuelle s'appelait le Zaïre (1971-1997). 

## Bilan en compétitions internationales
L'équipe nationale congolaise d'athlétisme compte 9 participations aux Jeux Olympiques d'été sur 28 éditions disputées, n'ayant cependant remporté aucune médaille. 
Leur première participation était en 1984. 
L'équipe nationale congolaise d'athlétisme compte 16 participations aux Championnats du monde d'athlétisme dont leur première participation était en 1983. 
La seule médaille mondiale remportée par l'équipe nationale africaine est le bronze remporté par le XVe siècle Gary Kikaya aux Championnats du monde d'athlétisme en salle à Budapest en 2004 où ils ont participé 8 dont la première fois en 1993. 